# Uddtimmia
Uddtimmia (Timmia comata) är en bladmossart som beskrevs av Sextus Otto Lindberg och Arnell. Uddtimmia ingår i släktet timmior, och familjen Timmiaceae. Enligt den finländska rödlistan är arten sårbar i Finland. Arten är reproducerande i Sverige. Artens livsmiljö är skuggiga kalkstensklippor och kalkbrott.